# Gorzykowo (gromada)
Gorzykowo – dawna gromada, czyli najmniejsza jednostka podziału terytorialnego Polskiej Rzeczypospolitej Ludowej w latach 1954–1972.
Gromady, z gromadzkimi radami narodowymi (GRN) jako organami władzy najniższego stopnia na wsi, funkcjonowały od reformy reorganizującej administrację wiejską przeprowadzonej jesienią 1954 do momentu ich zniesienia z dniem 1 stycznia 1973, tym samym wypierając organizację gminną w latach 1954–1972.
Gromadę Gorzykowo z siedzibą GRN w Gorzykowie utworzono – jako jedną z 8759 gromad na obszarze Polski – w powiecie gnieźnieńskim w woj. poznańskim, na mocy uchwały nr 19/54 WRN w Poznaniu z dnia 5 października 1954. W skład jednostki weszły obszary dotychczasowych gromad Gorzykowo, Malenin i Odrowąż oraz miejscowość Czajki z dotychczasowej gromady Jaworowo ze zniesionej gminy Witkowo, a także obszar dotychczasowej gromady Karsewo oraz miejscowość Królewiec z dotychczasowej gromady Mierzewo ze zniesionej gminy Niechanowo – w tymże powiecie. Dla gromady ustalono 12 członków gromadzkiej rady narodowej.
1 stycznia 1962 z gromady Gorzykowo wyłączono miejscowość Karsewo, włączając ją do gromady Niechanowo w tymże powiecie, po czym gromadę Gorzykowo zniesiono, a jej (pozostały) obszar włączono do gromady Witkowo w tymże powiecie.